# Abbatiale Saint-Pierre de Méobecq
Pour les articles homonymes, voir Église Saint-Pierre et Saint Pierre.
L'abbatiale Saint-Pierre de Méobecq est une église abbatiale française. Elle est située sur le territoire de la commune de Méobecq, dans le département de l'Indre, en région Centre-Val de Loire.

## Situation
L'abbatiale se trouve dans la commune de Méobecq, au centre du département de l'Indre, en région Centre-Val de Loire. Elle est située dans la région naturelle de la Brenne. L'abbatiale dépend de l'archidiocèse de Bourges, du doyenné du Val de Creuse et de la paroisse de Saint-Gaultier.

## Histoire
L'église fut construite entre le XIe siècle et le XVe siècle. La légende veut que saint Cyran ait fondé le premier monastère mérovingien de Méobecq. Issu de la noblesse de Bourges et élevé à la cour de Bourgogne, il choisit de se retirer du monde et de fonder en Brenne deux communautés sans doute pendant le règne de Dagobert (628-638). Animés d’un même élan spirituel et d’un solide esprit d’aventure, plusieurs hommes le rejoignirent et travaillèrent dur à la construction spirituelle et temporelle de l’abbaye.
Le 3 septembre 1048, le document historique fondateur de l’abbaye - la dédicace - est rédigé et signé en présence des évêques de Tours et de Bourges. Cette charte exalte le prestige de l’abbaye : elle affirme avoir reçu la protection du roi Dagobert ainsi que du pape Sixte Quint qui aurait offert de précieuses reliques de saint Pierre. L’abbaye reçoit un privilège d’immunité qui la rend indépendante du pouvoir seigneurial. 
L'édifice est classé en 1840 et inscrit le 24 juin 1994, au titre des monuments historiques.

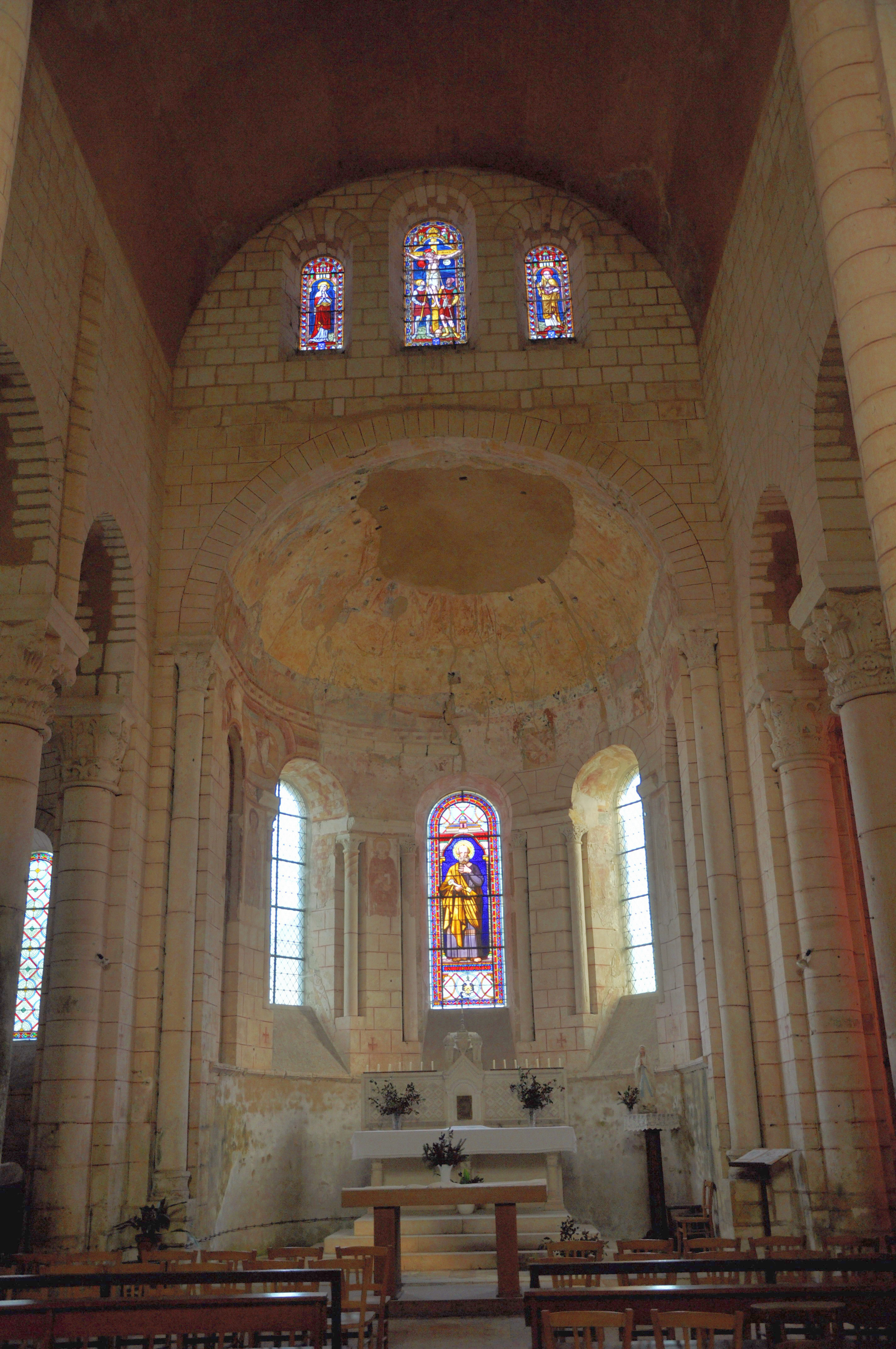
La nef centrale, en 2010.

## Description
L'église comporte une nef unique et charpentée et des bas côtés voûtés d'arête.
Le transept est couvert d'un berceau.
Le chevet a cinq chapelles échelonnées : l'abside est voûtée d'un berceau et d'un cul de four, les chapelles latérales d'une voûte d'arête.

### Fresques du XIe siècle
Le décor peint le mieux conservé se trouve entre les fenêtres et représente des personnages en pieds, identifiés par des inscriptions : SCS LEOBALDUS (saint Loyau), SCS BENEDICTVS (Saint Benoît), SCS SIGIRANNUS (saint Cyran, fondateur de l’abbaye), SCS MARTIALIS (saint Martial, évangélisateur de la région) et SCS PETRUS (saint Pierre, patron de l’église de Méobecq et fondateur de l’Eglise romaine). Ce sont les pères fondateurs de l’abbaye qui supportent l’ensemble du programme iconographique élaboré par l’artiste.
Au-dessus, la vision de saint Jean est développée avec la représentation des cavaliers de l’Apocalypse aux écoinçons des fenêtres. Il en subsiste un : le destrier blanc est monté à cru par un archer couronné par la main divine. Deux personnages sont en grande conversation : un ange s’adresse à un homme nimbé aux cheveux blancs, saint Jean.
Encore plus haut, sur fond vert on distingue aux extrémités de l’abside une paire de pieds nus posés sur une roue. On repère également les vestiges de deux animaux, certainement ceux qui accompagnent les évangélistes. Enfin, il faut imaginer au cul-de-four un Christ en gloire disparu avec le temps.

### Chapiteaux
Dans le chœur et ses chapelles, les chapiteaux du XIe siècle surprennent par la qualité de leur traitement et leur parenté avec le style de Saint-Benoît-sur-Loire : même type de corbeille adapté de l’ordre antique corinthien, feuilles d’acanthe, palmettes, animaux affrontés. Le seul chapiteau historié au nord du chœur représente sans doute un martyr romain ou Daniel dans la fosse.

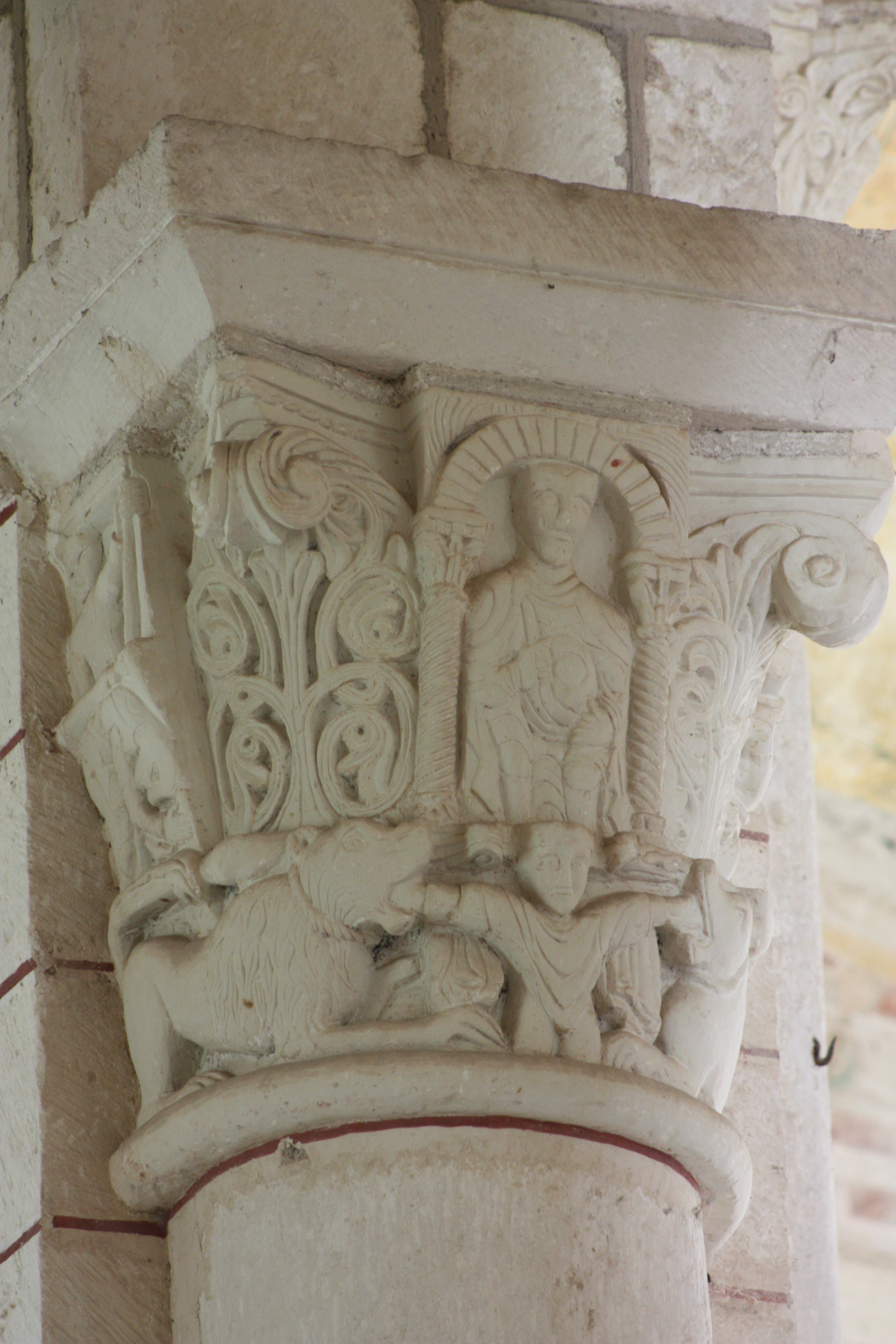
Chapiteau historié. Un évêque et un martyr.